# Mettupalayam, Tiruchirappalli
Mettuppālaiyam är en ort i Indien.   Den ligger i distriktet Tiruchchirāppalli och delstaten Tamil Nadu, i den södra delen av landet, 1 900 km söder om huvudstaden New Delhi. Mettuppālaiyam ligger 160 meter över havet och antalet invånare är 9 587.
Terrängen runt Mettuppālaiyam är varierad. Runt Mettuppālaiyam är det tätbefolkat, med 308 invånare per kvadratkilometer. Närmaste större samhälle är Turaiyūr, 16,1 km öster om Mettuppālaiyam. Omgivningarna runt Mettuppālaiyam är en mosaik av jordbruksmark och naturlig växtlighet.